# Sarathropezus conicipennis
Sarathropezus conicipennis är en skalbaggsart som beskrevs av Hermann Julius Kolbe 1893. Sarathropezus conicipennis ingår i släktet Sarathropezus och familjen långhorningar. Inga underarter finns listade i Catalogue of Life.